# Тарпеи
Тарпеите (gens Tarpeia) са фамилия от Древен Рим.
Известни с това име:
- Спурий Тарпей (митология), комендант на Капитолий в Рим по времето на цар Ромул. Баща на Тарпея
- Тарпея, весталка, пуска Тит Таций в Капитолий
- Спурий Тарпей Монтан Капитолин, консул 454 пр.н.е., Lex Aternia Tarpeia, народен трибун 448 пр.н.е.